# Hotarionomus ilocanus
Hotarionomus ilocanus là một loài bọ cánh cứng trong họ Cerambycidae.